# Felipe Félix
Felipe Almeida Félix Kvachantiradze, noto semplicemente come Felipe Félix (Itanhaém, 20 aprile 1985), è un ex calciatore brasiliano, di ruolo attaccante.

## Carriera
In carriera ha giocato 9 partite di qualificazione alle coppe europee, di cui 4 per la Champions League e 5 per l'Europa League.